# Maria di Grazia của Hai Sicilie
Maria di Grazia của Hai Sicilie (tiếng Ý: Maria di Grazia delle Due Sicilie; 12 tháng 8 năm 1878 – 20 tháng 6 năm 1973) là Vương nữ Hai Sicilie và là Vương tức của Orléans-Bragança thông qua cuộc hôn nhân với Luís của Brasil.